# Ураго-д’Ольо
Ураго-д’Ольо (итал. Urago d'Oglio) — коммуна в Италии, располагается в провинции Брешиа области Ломбардия.
Население составляет 3757 человек (31.10.2017), плотность населения 352 чел./км². Занимает площадь 10,68 км². Почтовый индекс — 25030. Телефонный код — 030.
Покровителем коммуны почитается священномученик Лаврентий, празднование 10 августа.

## Демография
Динамика населения:

## Администрация коммуны
- Официальный сайт: http://www.comune.uragodoglio.bs.it/